# Behrenhoff
Behrenhoff település Németországban, Mecklenburg-Elő-Pomeránia tartományban. Lakosainak száma 842 fő (2023. december 31.).

## Népesség
A település népességének változása:
| Lakosok száma | 631  | 784  | 810  | 828  | 816  | 842  |
|               | 2014 | 2017 | 2019 | 2021 | 2022 | 2023 |